# Ensiferum
Ensiferum (lat. ‚schwerttragend‘) ist eine finnische Metal-Band, die meist dem Viking- oder Folk-Metal zugeordnet wird. Sie wurde 1995 von Markus Toivonen, Sauli Savolainen und Kimmo Miettinen gegründet. Von den Genannten spielt heute nur noch Toivonen bei Ensiferum. Er schreibt größtenteils die Musik der Stücke. Bislang wurden sieben reguläre Studioalben und eine EP veröffentlicht, daneben eine Live-DVD sowie eine Wiederveröffentlichung der Demos.

## Bandgeschichte

### Anfänge bis zum ersten Album (1995 bis 1999)
Die Idee zur Gründung von Ensiferum kam 1995 vom Dark-Reflections-Gitarristen Markus Toivonen. Die Megadeth- und Pantera-Cover-Band Dark Reflections lieferte ihm zu wenig Inspiration, zudem wurde er stark von Melodic-Death-Metal-Bands wie Dark Tranquillity oder Amorphis und vom Folk beeinflusst.

„Als ich das erste Mal die Tales from the Thousand Lakes von Amorphis gehört habe, wusste ich, dass ich auch diese verdammt geile Musik machen wollte, diese Melodien haben mich gefesselt.“

Nachdem Toivonen diesen Entschluss gefasst hatte, fragte er Kimmo Miettinen, den Schlagzeuger von Dark Reflections, ob er mit ihm eine Folk-inspirierte Death-Metal-Band gründen wolle. Nachdem dieser die Anfrage von Toivonen bejaht hatte, wurde für den Bass ein Freund von Toivonen und Miettinen, Sauli Savolainen, engagiert.

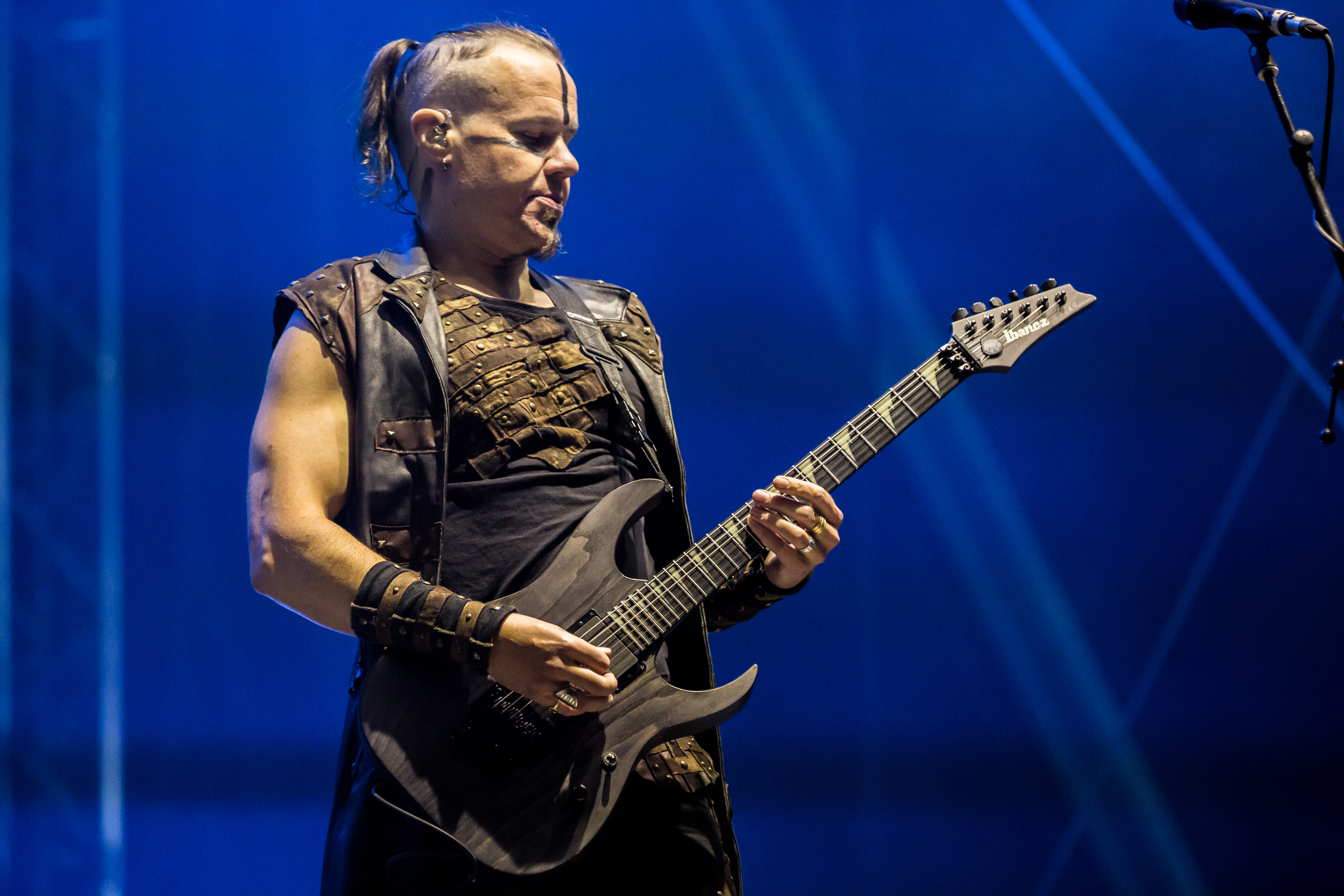
Markus Toivonen auf dem Rockharz 2018

1996 begann Ensiferum erste Proben im Pasila Youthcenter in Helsinki, wo zuvor auch schon Dark Reflections geprobt hatte. Zu dieser Zeit entstanden auch die ersten drei Lieder Knighthood, Frost und Old Man (Väinämöinen). Das letztgenannte Lied erschien dann später auf dem Debüt-Album Ensiferum. Gegen Ende 1996 trat als Sänger und zweiter Gitarrist Jari Mäenpää von der Band Immemorial Ensiferum bei. Später schrieb dieser auch die Liedtexte der Band, kurz nach seinem Beitritt verfasste er aber nur den Text zu Old Man (Väinämöinen). Im Dezember 1996 gaben Ensiferum das erste Konzert im Pasila Youthcenter, wo aber nur ein Lied, Old Man (Väinämöinen), gespielt wurde.
Im Januar des darauffolgenden Jahres musste Mäenpää zur Armee, während die Band vorläufig stillgelegt wurde. Zwar kam es zu zwei Auftritten, laut offizieller Homepage aber in „seltsamem Line-Up“. Im Herbst 1997, nachdem Mäenpää seinen Wehrdienst abgeschlossen hatte, begannen die Aufnahmen zur ersten Demo, die dann schließlich im November in den Kivi-Studios aufgenommen wurde und die drei Lieder Knighthood, Frost und Old Man enthielt. Diese Demo, wie auch die beiden nachfolgenden, wurde 2005 unter dem Titel 1997–1999 wiederveröffentlicht.
Im Jahr 1998 verließen sowohl Miettinen, als auch Savolainen die Band. Kimmo Miettinen wechselte ans Schlagzeug der Black-Metal-Band ArthemesiA, während deren Schlagzeuger Oliver Fokin, ein alter Bekannter von Mäenpää, der mit ihm bei Immemoral gespielt hatte, zu Ensiferum wechselte. Savolainen hingegen wollte sich stärker seinem Beruf und der Schule widmen. Sein Enthusiasmus, bei Ensiferum zu spielen, ließ nach. Als Ersatz kam Kimmo Miettinens damals 14-jähriger Bruder, Jukka-Pekka Miettinen, als neuer Bassist in die Band.
Im Januar des folgenden Jahres nahm Ensiferum die zweite Demo in den MD-Studios auf. Sie enthielt die vier Lieder The Dreamer’s Prelude, Little Dreamer (Väinämöinen II), Warrior’s Quest und White Storm. Die beiden Letztgenannten wurden später auch auf der EP Dragonheads veröffentlicht, während Little Dreamer auf dem Debüt-Album zu finden war. Nachdem Ensiferum am Ääni & Wimma-Band-Contest in Helsinki teilgenommen hatte, nahmen sie im November 1999 die dritte Demo mit dem Titel Hero in a Dream wieder in den MD-Studios auf. Sie enthielt fünf Lieder (Intro, Hero in a Dream, Eternal Wait, Battle Song und Guardians of Fate). Ebenso wurde für die Demo von Tuomas Tahvanainen ein neues Bandlogo entworfen, das bis heute verwendet wird.

### Die ersten beiden Alben (2000 bis 2004)
2000 nahm die Band wieder am Ääni & Wimma-Band-Contest teil und erreichte sogar das Finale. Zur selben Zeit fanden auch Verhandlungen über einen Plattenvertrag mit Spinefarm Records statt, die nach der Veröffentlichung von Hero in a Dream auf Ensiferum aufmerksam geworden waren. Schließlich unterschrieb die Band den Vertrag und im November des gleichen Jahres wurde das Debüt-Album Ensiferum in den Sundi-Coop Studios eingespielt. Die Musik dazu wurde größtenteils von Markus Toivonen geschrieben, während alle Texte, mit Ausnahme des Liedes Goblins’ Dance, von Jari Mäenpää verfasst wurden. Der Text zu Goblins’ Dance stammt von Valtias Mustatuuli, dem Sänger von ArthemesiA. Nachdem die Band zu dieser Zeit noch keinen fixen Keyboarder unter ihren Mitgliedern hatte, spielte Henri „Trollhorn“ Sorvali von Moonsorrow und Finntroll die Keyboards ein. Als weitere Gastmusiker traten Johanna Vakkuri mit dem weiblichen Gesang beim Lied Eternal Wait, den sie auch schon auf der Demo Hero in a Dream diesem Lied beigesteuert hatte, auf sowie Marita Toivonen an der traditionell finnischen Kantele.
Ensiferum erschien schließlich im Juli 2001, während die Band zuvor wieder am Ääni & Wimma-Band-Contest teilgenommen hatte. Am letzten Tag des Bewerbs, als Ensiferum im Finale auftrat, spielte erstmals Meiju Enho als Keyboarderin der Band. 2002 folgten einige Konzerte in Finnland. Anlässlich des Todes von Finntroll-Gitarrist Teemu „Somnium“ Raimoranta spielte die Band am 25. März 2003 ein Gedenk-Konzert in Helsinki.
Im Sommer 2003 begann die Band mit den Aufnahmen zum zweiten Album, Iron. Die Band reiste dafür nach Kopenhagen, um das Album in den Sweet Silence Studios mit Flemming Rasmussen, der auch mit Bands wie Metallica zusammengearbeitet hatte, einzuspielen. Rasmussen nahm das Album für die Band auf, produzierte und mischte es auch ab. Als Gastmusiker war neben einer Kantele-Spielerin mit Kaisa Saari von der Folk-Band „Tarujen Saari“ auch eine weibliche Gastsängerin vertreten, die das Lied Tears einsang. Weiters steuerte Vesa Vigman Bouzouki, Mandoline, Saz und Dulcimer bei. Nach den Aufnahmen zu Iron, Anfang 2004, entließ die Band Mäenpää, damit dieser das Debüt-Album seines Projektes Wintersun aufnehmen konnte. Für die Europa-Tournee im Vorprogramm von Finntroll im April 2004, deren Zeitraum sich mit dem Aufnahmezeitraum von Mäenpääs Projekt überschnitten hätte, übernahm Petri Lindroos von Norther Mäenpääs Posten an Mikrofon und Gitarre und wurde im November als fester Gitarrist und Sänger der Band bestätigt. Das Album Iron erschien in Finnland Mitte April, während sich die Veröffentlichung im übrigen Europa bis in den Sommer hinein verzögerte. Vor Iron wurde bereits eine Single-Auskopplung mit dem Titel Tale of Revenge veröffentlicht. Im Dezember 2004 verließ Jukka-Pekka Miettinen aus Zeitgründen die Band und wurde durch Sami Hinkka von der finnischen Metal-Band Rapture ersetzt.

### Die Zeit nach Mäenpää (2005 bis heute)

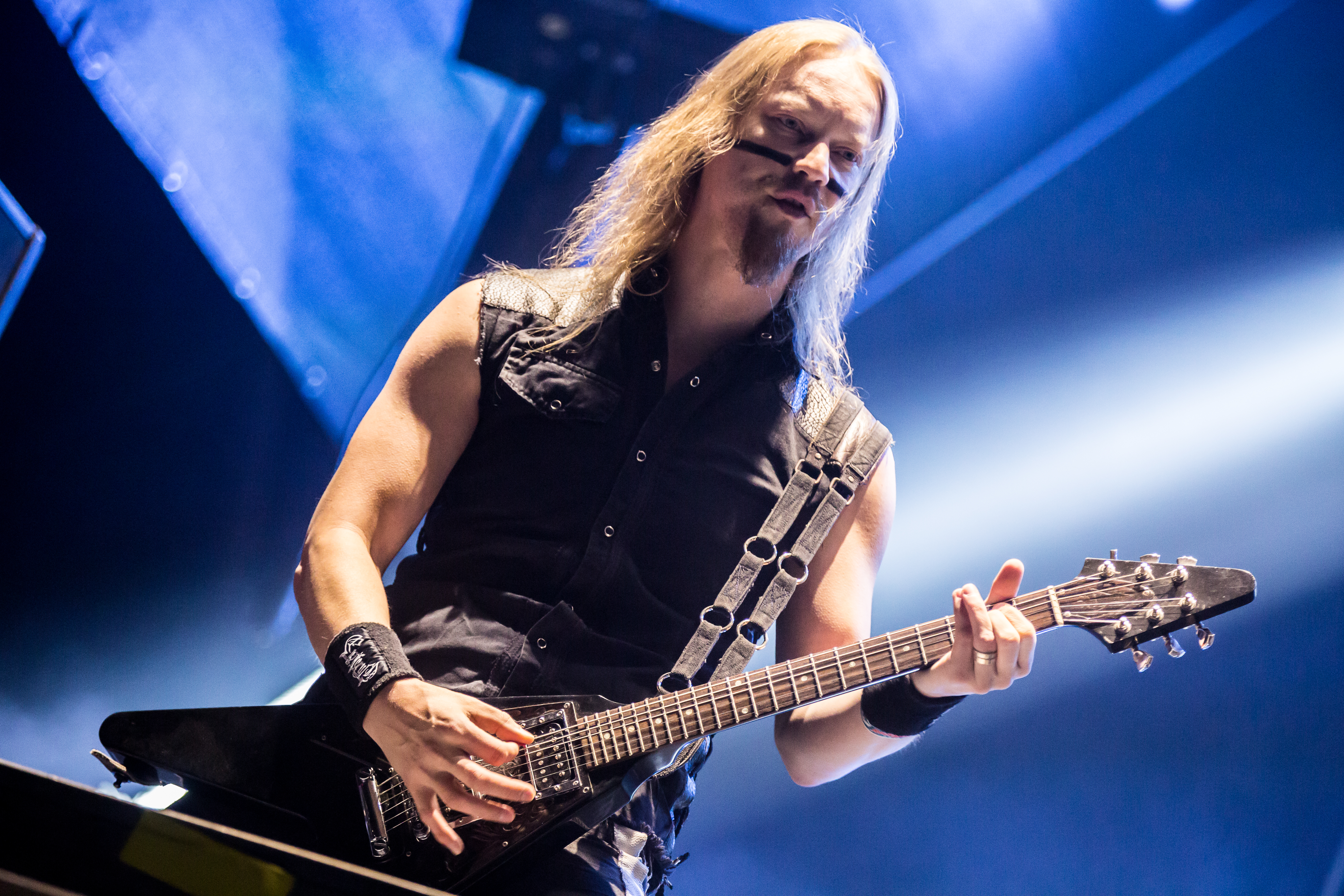
Petri Lindroos auf dem Rockharz 2018

Im Februar 2005 wurden die drei Demos von der Band auf der CD 1997–1999 und in limitierter Stückzahl, allerdings nicht über ihr Label, wiederveröffentlicht. Der Verkauf dieser CD geschah ausschließlich auf der Homepage der Band sowie auf Konzerten. Ebenfalls 2005 trennte sich die Band von Schlagzeuger Oliver Fokin auf Grund von Interessenskonflikten. Janne Parviainen nahm dessen Platz ein. Auch 2005 ging die Band wieder auf Tour. Eine zweite Tournee mit dem Titel X-Mass Tour 2 unter dem Headliner Morbid Angel konnte jedoch nicht stattfinden, da die Death-Metal-Band Morbid Angel die Teilnahme an der Tour abgesagt hatte. Im November nahm Ensiferum in den Sonic Pump Studios die EP Dragonheads auf, die am 15. Februar 2006 erschien. Zum Jahreswechsel 2005 auf 2006 spielte die Band anlässlich ihres 10-jährigen Bestehens ein Konzert im Nosturi-Club in Helsinki. Dieser Auftritt wurde später, Ende Juni 2006, als Live-DVD mit dem Titel 10th Anniversary Live publiziert. Neben Liedern der Band selbst enthält diese DVD auch ein Cover des Liedes Into Hiding vom Album Tales from the Thousand Lakes der finnischen Band Amorphis sowie ein Lied der Band Finntroll, das diese als Gratulation für das Jubiläum der Band gespielt hatten. Bereits eine Woche nach der Veröffentlichung stieg die DVD auf Platz 2 der finnischen Musik-DVD-Charts ein.
Die Aufnahmen zum dritten Album Victory Songs begannen im November 2006 in den Sonic Pump Studios in Helsinki. Die erste Veröffentlichung aus diesen Aufnahmen war die Single One More Magic Potion, die am 7. Februar 2007 der Öffentlichkeit präsentiert wurde. Das Album selbst erschien Ende April 2007, nachdem der Veröffentlichungstermin zuvor um zwei Monate nach hinten verschoben worden war. Am 10. September 2007 gaben Ensiferum bekannt, dass Keyboarderin Meiju Enho die Band verlassen hat. Als Ersatz wurde Emmi Silvennoinen genannt, die die Band schon seit Anfang 2007 bei Konzerten unterstützte. Sänger Lindroos kommentierte den Mitgliederwechsel gegenüber dem deutschen Metal Hammer wie folgt: „Es ist […] geplant, dass Meiju wieder zu uns stoßen wird, aber ich kann nicht sagen, wann und ob das wirklich passiert.“
Anfang November 2007 fand eine Tournee im östlichen Kanada statt. Ende November 2007 startete eine Tour durch Europa. Bei dieser Europatournee wurde Ensiferum, mit Ausnahme des ersten Konzertes in Griechenland, von der taiwanischen Metal-Band Chthonic sowie von der schwedischen Band Insania begleitet. Am 11. September 2009 haben Ensiferum ihr viertes Studioalbum mit dem Namen From Afar veröffentlicht. Das Album ist in den deutschen Albencharts auf Platz 25 eingestiegen. Als Nachträgliche Auskopplung von From Afar erschien am 9. August 2010 die Single Stone Cold Metal. Im Herbst 2010 zog Ensiferum mit Bands wie Varg, Eisregen und Swashbuckle auf Heidenfest-Tour durch Europa und im Frühjahr 2011 spielte die Band, gemeinsam mit Machinae Supremacy, im Vorprogramm von Children of Bodom auf ihrer „The Ugly World“-Tournee. Im Januar 2011 nahm die Band Teil am 70000 Tons of Metal Festival in der Karibik.

## Stil

### Musik und Instrumentierung

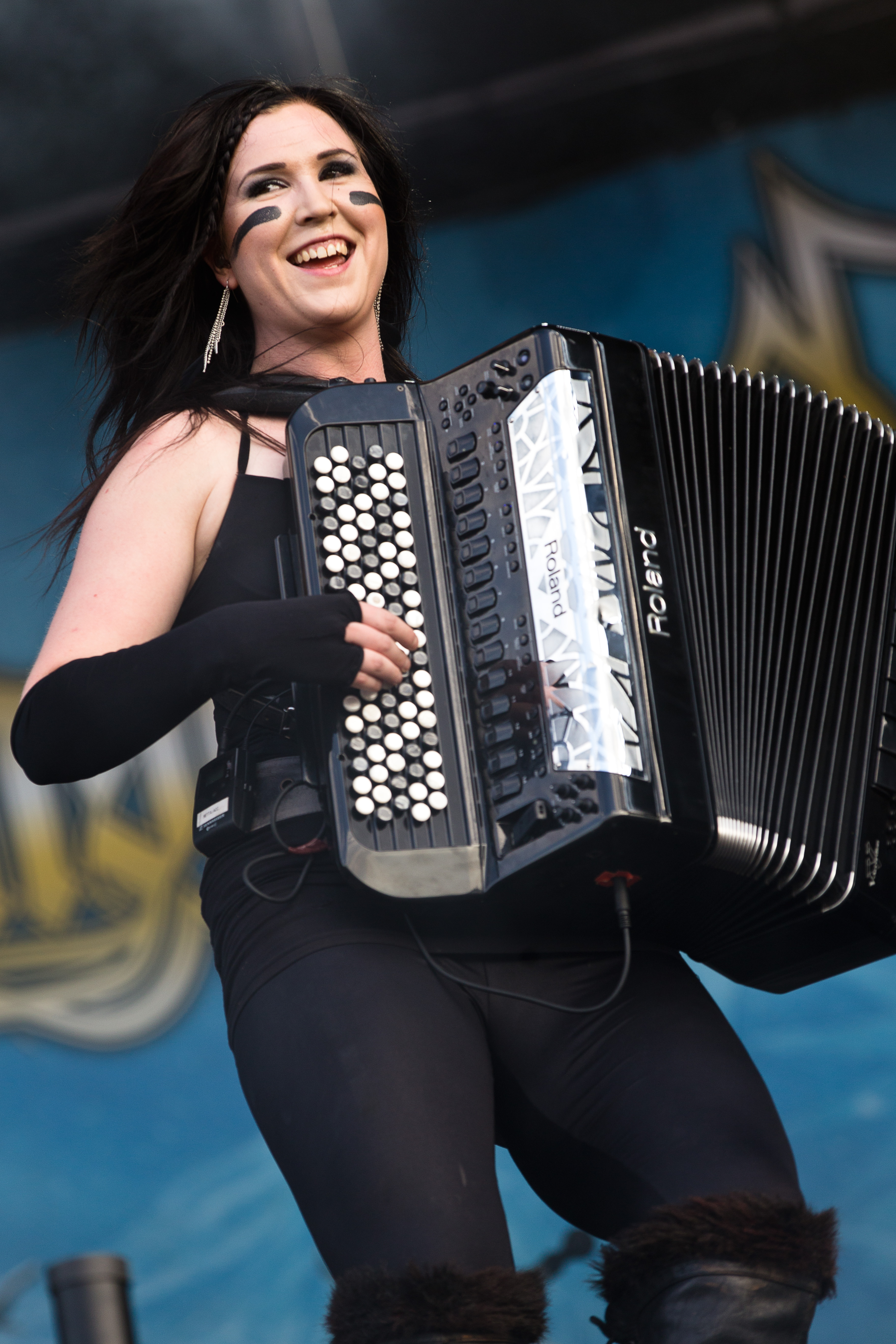
Akkordeonistin Netta Skog auf dem Rockharz 2016

Die Instrumentierung mit Gitarre, Bass und Schlagzeug ist typisch für den Metal im Allgemeinen. Zusätzlich werden aber auch Instrumente verwendet, die, wie die traditionell finnische Kantele, eher der Folkmusik zuzuordnen sind. Die Kantele ist auf allen bisher erschienenen Studioalben zu hören. Während auf dem ersten Album Folkinstrumente im Großen und Ganzen nur geringe Verwendung fanden, stieg ihre Anzahl bei Iron an. Auf Victory Songs wird Ensiferum bereits von einer Vielzahl von Gastmusikern auf unterschiedlichen Instrumenten unterstützt.
Die Stücke der Band sind in der Regel melodisch gestaltet. Der Gesang schwankt zwischen klarem und Growl-Gesang, dazu finden sich auch Chöre und vereinzelt weiblicher Gesang. An Gitarren sind neben der E-Gitarre auch akustische Gitarren zu finden, so zum Beispiel zu Beginn des Liedes Eternal Wait vom Album Ensiferum.
Eine Besonderheit stellt die Arbeitsweise der Band beim Komponieren dar. Oftmals werden Lieder fragmentarisch ausgearbeitet, zwischenzeitlich an anderen weiterkomponiert und teilweise erst nach Jahren die alten Songstrukturen zu fertigen Liedern geschrieben. Sami Hinkka nannte als Beispiel für diese Arbeitsweise in einem Interview mit dem deutschen Metal Hammer das Lied Pohjola (Unsung Heroes, 2012). Es „hätte […] schon auf Victory Songs [(2007)] erscheinen sollen, aber war damals einfach noch nicht fertig. [Schließlich] haben wir es geschafft, ihn [für Unsung Heroes] zu finalisieren.“ Durch dieses Songwriting-Konzept existieren für das nächste Studioalbum der Band bereits zahlreiche halbfertige Lieder.

### Texte und Symbolik
Während auf den ersten beiden Alben größtenteils noch Jari Mäenpää für die Texte zuständig war, so stammt die Mehrzahl der Texte auf Victory Songs von Sami Hinkka, wenngleich je ein Text auch von Meiju Enho sowie Petri Lindroos beigesteuert wurde. Über den Inhalt der Texte gab Mäenpää in einem Interview an, dass es keine Texte über Wikinger seien. Vielmehr ginge es um selbst erfundene Legenden und Geschichten bzw. persönliche Gefühle. Nichtsdestoweniger behandelt manch ein Text Krieger- oder Kämpfer-Thematik. So heißt es beispielsweise im Lied Battle Song vom Album Ensiferum:

“We won this battle with might and fearless hearts

We came and we fulfilled our prophecy

[…]

With heads up high and glimmering eyes

we returned with our glory”

„Wir gewannen diese Schlacht mit Kraft und furchtlosen Herzen

Wir kamen und erfüllten unsere Prophezeiung

[…]

Mit erhobenen Häuptern und schimmernden Augen

kehrten wir zurück mit unserem Ruhm

[Freie Übersetzung]“

In eine ähnliche Kerbe schlägt zum Beispiel auch das Lied Into Battle vom Album Iron.

“Into battle we ride with gods by our side,

We're strong and not afraid to die,

We have an urge to kill

and our lust for blood has to be fullfilled”

„Wir reiten in den Kampf/Schlacht mit Göttern an unserer Seite

Wir sind stark und haben keine Angst zu sterben

Wir haben einen Drang zum Töten

Und unser Blutdurst muss gestillt werden“

Der Titel Tale of Revenge hingegen spricht von Rache in Textzeilen wie „Until the day I have found revenge, I will feed my sword“ (Ensiferum: Iron, Titel Nr. 4: Tale of Revenge. Spinefarm Records, Helsinki 2004). Solchen Texten gegenüber steht zum Beispiel der Text zu Lost in Despair vom Album Iron oder Eternal Wait vom Album Ensiferum, wo es heißt:

“I hear your silent cry

lost in the rainy night

No reason to live for

one reason to die for”

„Ich höre deinen stummen Schrei

verloren in regnerischer Nacht

Kein Grund, um zu leben

ein Grund, um zu sterben

[Freie Übersetzung]“

### Genre und Einflüsse

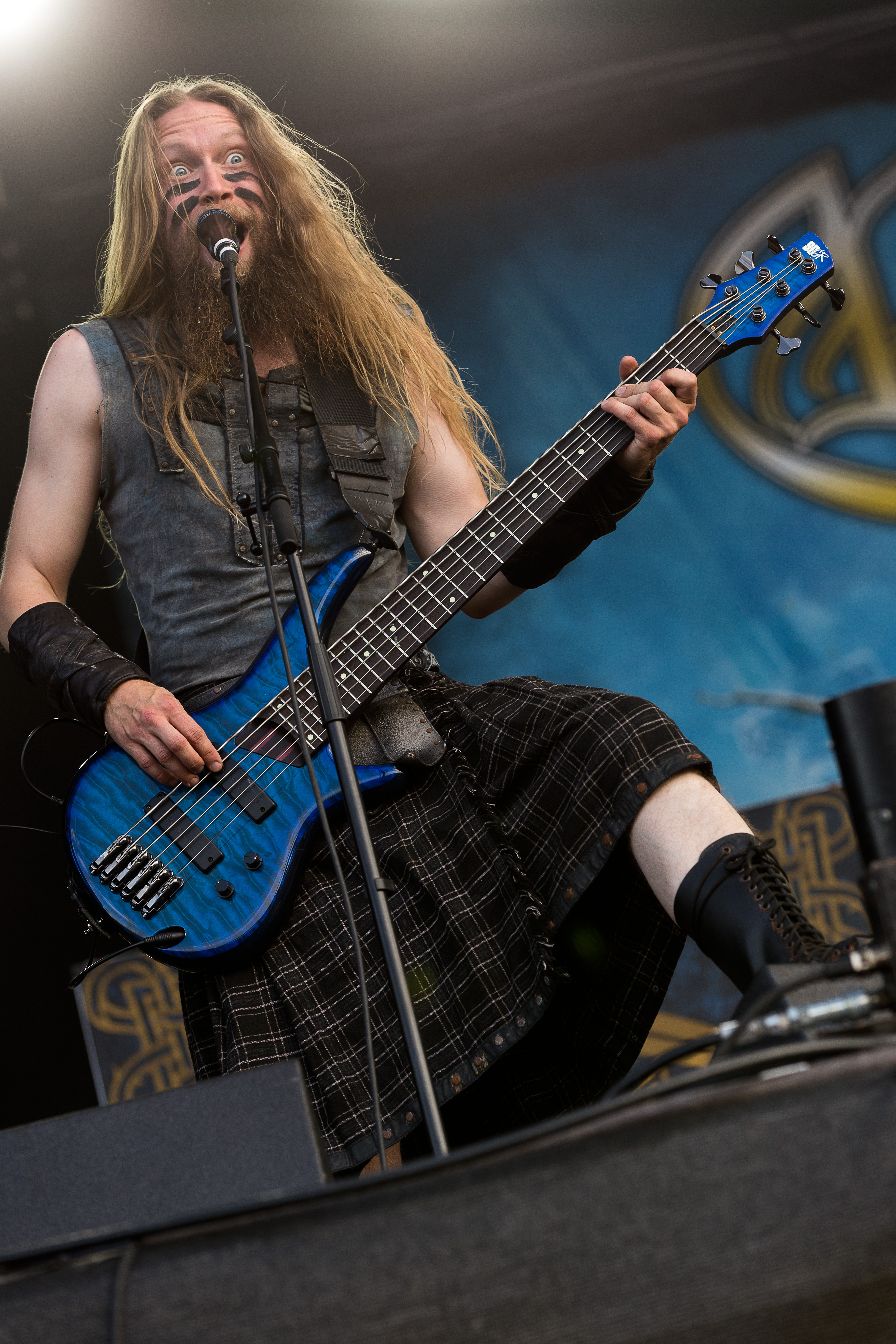
Bassist Sami Hinkka beim Rockharz 2016

Die Zuordnung Ensiferums zu einem Genre ist umstritten, und dementsprechend werden sie auch unter verschiedene Stilrichtungen gereiht bzw. ihnen Einflüsse aus verschiedenen Stilrichtungen zugeschrieben. So reichen die Stilbeschreibungen in den Rezensionen zu den Werken der Band von Folk Metal über Folk/Death Metal, Viking/Pagan Metal, Viking Metal, Black Folk Metal bis hin zu Death Metal. Die Online-Metal-Enzyklopädie The BNR Metal Pages schreibt „Folk Metal, Viking Metal“. Rezensent Sebastian Schult von vampster hingegen verwendet in einem Review zu Ensiferum Formulierungen wie „melodischer Death/Black Metal“, „Stilgemisch“ und „Verschmelzung von extremem Metal, Folkmelodien und traditionellem Metal“, während seine Kollegin Andrea Veyhle unter anderem von einer „Mischung [aus] Death Metal, klassischen Metal Riffs und viele [sic!] tollen Melodien und Chören“ spricht. Alex Kragl von powermetal.de, der in seinem Review zu Ensiferum den Stil in der Kurzzusammenfassung als Death Metal klassifiziert hat, differenziert dies in der eigentlichen Rezension folgendermaßen:

„ENSIFERUM vereinen eine ganze Menge Stile in ihrem Sound. Das Grundgerüst besteht zum größten Teil aus [...] Old School Death Metal, mit ebensolchem Gesang, allerdings schaffen es die Finnen, diesen Sound [...] zu verändern. Am Besten lässt es sich so erklären: IN FLAMES treffen auf HELLOWEEN, die wiederum stoßen auf IN EXTREMO, um sich später mit ASPHYX zu vereinen.“

Stefan Popp von metal1.info charakterisiert den Stil von Ensiferum differenziert als: „Hier treffen In Flames, Finntroll und Blind Guardian zusammen, treffen sich irgendwo in der Mitte, und zumindest ansatzweise kommt dabei Ensiferum raus. Vergleiche sollten das jetzt nicht gewesen sein, nur Anhaltspunkte... aber auch so kann man sich kaum gar nicht [sic!] vorstellen, wie die Finnen denn klingen.“. Danny Hoff von folkmetal.de hingegen sieht in Victory Songs ein Konglomerat aus „Death Metal, Viking Metal, Pagan Metal, Folk Metal“, wohingegen im Fließtext des Reviews Folgendes zu finden ist: „Melodischer Death Metal trifft auf […] Power Metal/Heavy Metal und paart sich nebenbei mit Pagan und Folk.“. Reviewer des Rock-Hard-Magazins variieren in den Beschreibungen von Ensiferums Stil. Andreas Stappert schreibt in einem Review zu Ensiferum, dass die Band „eher im melodischen Death Metal der Marke Göteborg verwurzelt“ sei sowie „keinerlei Black Metal-Elemente an Bord“ habe, „dafür aber verstärkt auf Melodien aus dem ‚normalen‘ Heavy Metal“ setze. Hansi Daberger hingegen attestiert für Iron, dass sich „der Stil nicht wesentlich verändert hat […]: eine […] Mischung aus folkloristischen Melodien und Instrumenten, Einflüssen aus dem Death- und Black-Lager, einem satten Schuss traditioneller Metal-Elemente, das Ganze gut verpackt in eingängige, epische Hymnen“. Ensiferum selbst bezeichnet laut Meiju Enho ihren Stil als „Heroic Folk Metal“.
Als wichtige Einflüsse für Ensiferum nennt Gitarrist und Gründer Markus Toivonen in einem Interview Folkmusik, daneben auch Bands wie die frühen Amorphis, Dark Tranquillity und Heavy-Metal-Bands wie Iron Maiden. Toivonen erwidert in einem anderen Interview auf die Frage, warum die Band das Lied Into Hiding von Amorphis coverte, sogar folgendes: „Weil Amorphis der Hauptgrund dafür sind, dass ich mit dem Musizieren angefangen und Ensiferum gegründet habe. ‘Into Hiding’ ist vom ‘Tales From Thousand Lakes’-Album und es ist das beste Album aller Zeiten.“ (Markus Toivonen: Interview für metal1.info; abgerufen am 22. September 2007). Jukka-Pekka Miettinen sieht in einem anderen Interview im Zuge von Iron auch Elemente aus dem Power Metal. Er konstatiert Folgendes, als die Interviewerin auf Iron verstärkt Elemente aus dem klassischen Heavy Metal auffindet: „Unser Gitarrist Markus Toivonen schreibt die Songs. Er hat früher viel klassischen Metal gehört, die alten Bands wie Manowar, Iron Maiden oder Judas Priest […]“ (Jukka-Pekka Miettinen: Interview mit vampster.com; abgerufen am 15. September 2007).

## Diskografie
Studioalben

| Jahr | Titel Musiklabel                                  | Höchstplatzierung, Gesamtwochen, AuszeichnungChartplatzierungen (Jahr, Titel, Musiklabel, Platzierungen, Wochen, Auszeichnungen, Anmerkungen) | Höchstplatzierung, Gesamtwochen, AuszeichnungChartplatzierungen (Jahr, Titel, Musiklabel, Platzierungen, Wochen, Auszeichnungen, Anmerkungen) | Höchstplatzierung, Gesamtwochen, AuszeichnungChartplatzierungen (Jahr, Titel, Musiklabel, Platzierungen, Wochen, Auszeichnungen, Anmerkungen) | Höchstplatzierung, Gesamtwochen, AuszeichnungChartplatzierungen (Jahr, Titel, Musiklabel, Platzierungen, Wochen, Auszeichnungen, Anmerkungen) | Anmerkungen                                                                            |
| Jahr | Titel Musiklabel                                  | DE | AT | CH | FI | Anmerkungen                                                                            |
| ---- | ------------------------------------------------- | --- | --- | --- | --- | -------------------------------------------------------------------------------------- |
| 2001 | Ensiferum Spinefarm Records                       | — | — | — | — | Erstveröffentlichung: 7. Januar 2001 Produzent: Tuomo Valtonen                         |
| 2004 | Iron Spinefarm Records (Universal Music)          | — | — | — | FI17 (3 Wo.)FI | Erstveröffentlichung: 17. Mai 2004 Produzent: Flemming Rasmussen                       |
| 2007 | Victory Songs Spinefarm Records (Universal Music) | DE37 (4 Wo.)DE | — | — | FI6 (1 Wo.)FI | Erstveröffentlichung: 20. April 2007 Produzent: Janne Joutsenniemi                     |
| 2009 | From Afar Spinefarm Records (Universal Music)     | DE25 (3 Wo.)DE | AT64 (1 Wo.)AT | CH57 (1 Wo.)CH | FI9 (2 Wo.)FI | Erstveröffentlichung: 9. September 2009 Produzenten: Janne Joutsenniemi, Tero Kinnunen |
| 2012 | Unsung Heroes Spinefarm Records (Universal Music) | DE15 (3 Wo.)DE | AT27 (1 Wo.)AT | CH25 (1 Wo.)CH | FI3 (4 Wo.)FI | Erstveröffentlichung: 27. August 2012 Produzent: Hiili Hiilesmaa                       |
| 2015 | One Man Army Metal Blade                          | DE15 (3 Wo.)DE | AT37 (1 Wo.)AT | CH24 (2 Wo.)CH | FI1 (5 Wo.)FI | Erstveröffentlichung: 20. Februar 2015 Produzent: Anssi Kippo                          |
| 2017 | Two Paths Metal Blade                             | DE9 (2 Wo.)DE | AT35 (1 Wo.)AT | CH18 (2 Wo.)CH | FI4 (2 Wo.)FI | Erstveröffentlichung: 15. September 2017 Produzent: Anssi Kippo                        |
| 2020 | Thalassic Metal Blade                             | DE3 (3 Wo.)DE | AT26 (1 Wo.)AT | CH5 (3 Wo.)CH | FI1 (4 Wo.)FI | Erstveröffentlichung: 10. Juli 2020 Produzenten: Janne Joutsenniemi, Jens Bogren       |
| 2024 | Winter Storm Metal Blade                          | DE19 (1 Wo.)DE | AT22 (1 Wo.)AT | CH11 (1 Wo.)CH | FI4 (1 Wo.)FI | Erstveröffentlichung: 18. Oktober 2024                                                 |